# 约伯

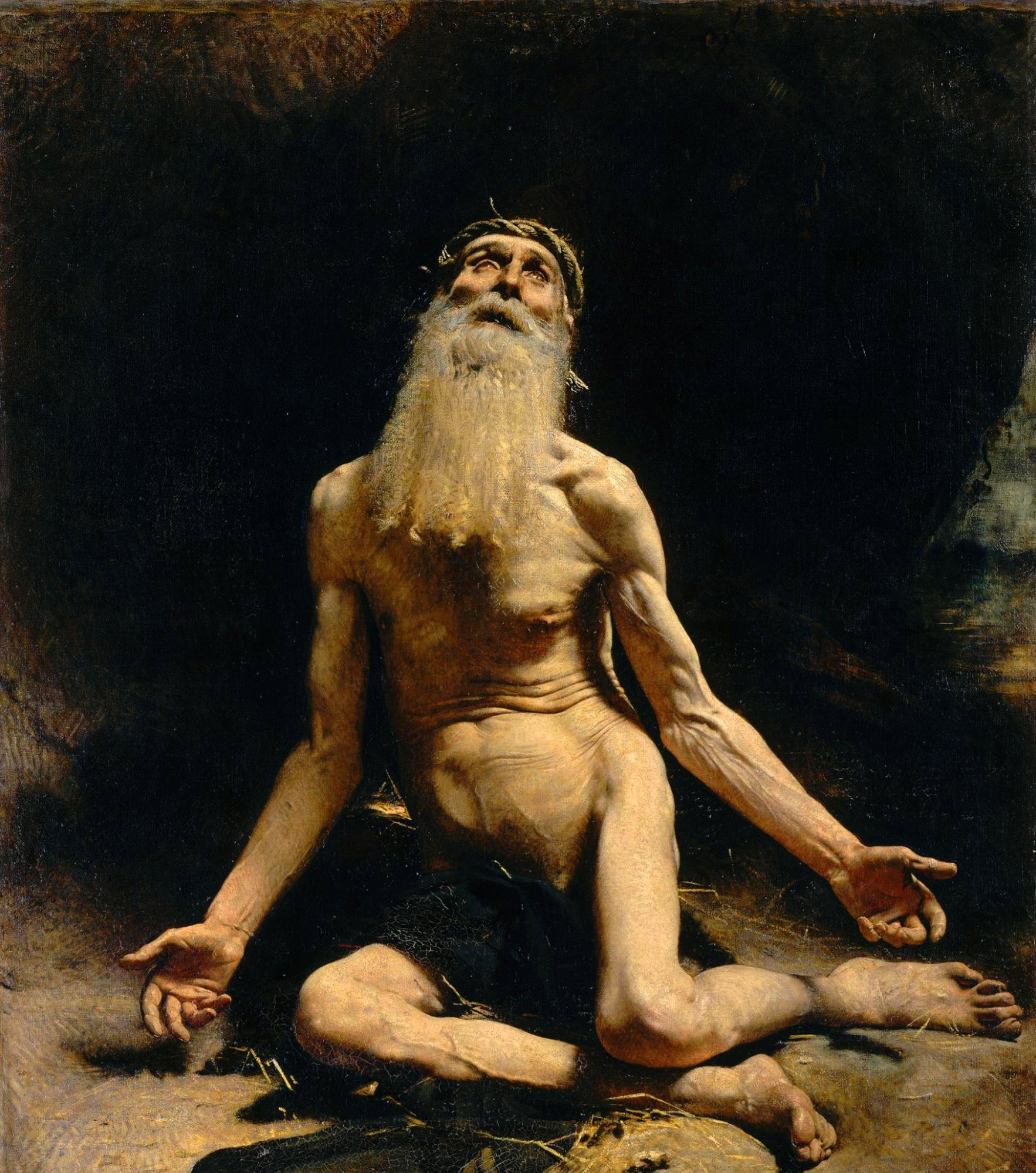
约伯

约伯（羅馬化：Iyyov，直译：「ʾIyyôḇ」 ）是《塔纳赫·约伯记》的中心人物，是亚伯拉罕诸教的一位先知，犹太教、基督教和伊斯兰教（称艾优卜）都視他為先知。在犹太教拉比文献中，约伯被叫做外邦人的先知。
经文中，约伯是位正直良善的富人，在幾次巨大灾难中失去了人生最珍贵的事物，包括子女、财产和健康。他努力想理解遭受苦难的缘由是为什么。

## 旧约

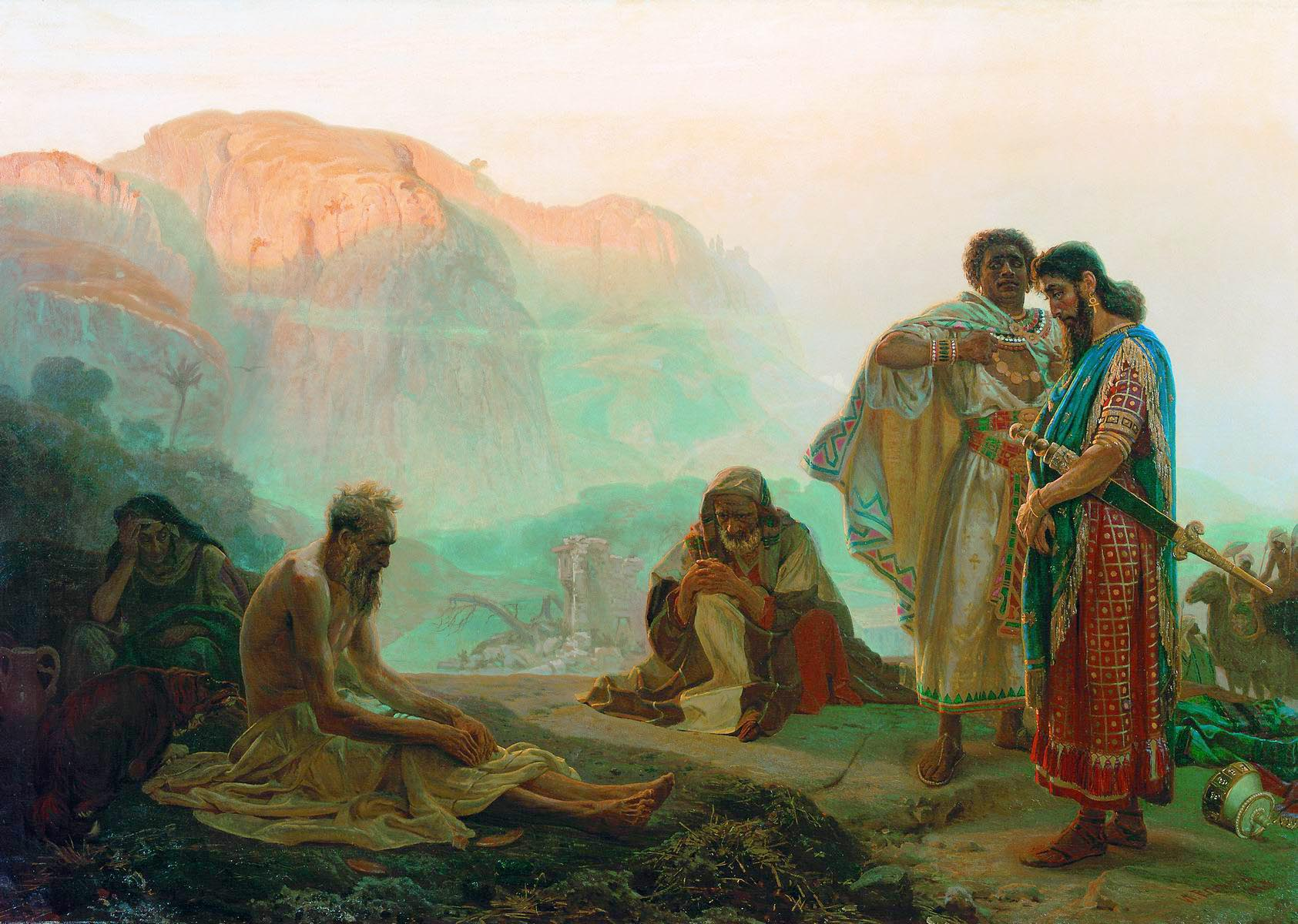
约伯和他的友人

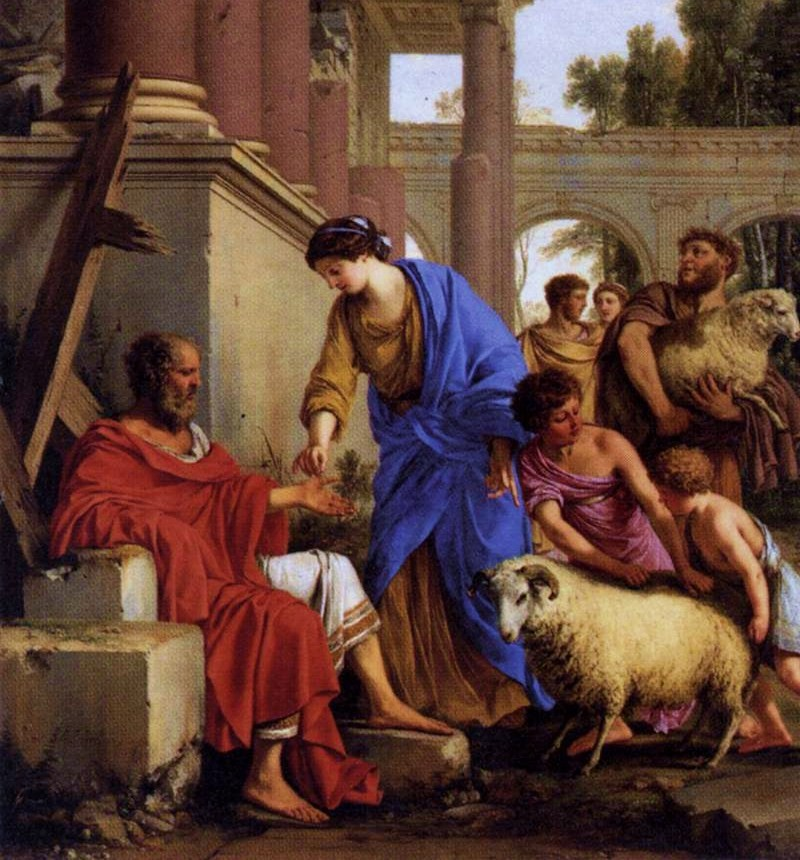
苦尽甘来

### 希伯来版
《约伯记》是《希伯来圣经》中《诗歌智慧书》的一部分，在马所拉抄本里没有关于约伯的更多消息。
《约伯记》主角包括约伯、他的妻子、三位友人、以利户、上帝、众天使和撒旦。
他被描述为一个受祝福、正直的人，但是撒旦指控约伯是为了物质利益才事奉上帝。于是上帝一步一步撤去保护，容许撒旦夺去约伯的财富、子女和健康。约伯保持了忠诚，没有诅咒上帝。约伯和他的三个朋友关于他为什么受到如此惩罚进行了大段的爭辯，然后上帝回答约伯和他的朋友们。上帝对约伯后来的祝福超过以往，他又活了140年。
经文以介绍约伯开始：住在乌斯地的约伯是位受到祝福，相當正直的人。上帝对约伯的表扬导致撒旦指控约伯是为了物质利益才事奉上帝。于是上帝一步一步撤去保护，容许撒旦一次次夺去约伯的财富、子女和健康。在没有上帝的指引下，约伯始終保持虔诚，没有诅咒上帝，而是诅咒自己的生辰。虽然痛苦难耐，但他对上帝的公正并不质疑。
约伯与三位前來慰問他的友人就此苦難展开漫長的爭辯。最终，约伯拒绝了所有建议，反驳友人言语荒谬。在旁的一名年輕人以利户也加入辯論，認為不該妄語議論上帝。上帝最后在旋风中显现，并未回答约伯，而是问了他許多關乎大自然奧妙的问题。约伯在上帝面前平静下来，體認到自身的渺小，也明白他受的苦楚是上帝的旨意。在《約伯記》第28章第28节参中：“他對人說、敬畏主就是智慧、遠離惡便是聰明。”
上帝谴责三位友人，要求他们悔改，也寬恕了三人。约伯否极泰来，大受赏赐，比他從前富有時擁有的還要多。在《約伯記》第42章第10节至第17节参中约伯又得到七位儿子、三位女儿：长女耶米瑪（字义“鸽子”）、次女基洗亞（字义“肉桂”）、三女基連哈樸（字义“眼妆之角”）。据说在那全地的婦女中、找不着像約伯的女兒那樣美貌之人。在這之後，约伯過著滿足幸福的日子，又活了140年。

### 希腊版
在《七十士译本》中有一段有关约伯族谱的修正和最后更新，称他是以扫的一位孙子，以东的一位统治者。

## 其它经文记录
除了《约伯记》以外，约伯也在其它经文中出现：
犹太教：
- 《以西结书》中提到约伯。[5]

基督教：
- 次经《便西拉智训》中称他是“完全正直的人”。[6]
- 《雅各书》赞扬他的坚韧不拔。[7]
- 他也是伪典《约伯遗训》的主角

伊斯兰教：
- 《古兰经》认为他是先知。

## 犹太教中的约伯

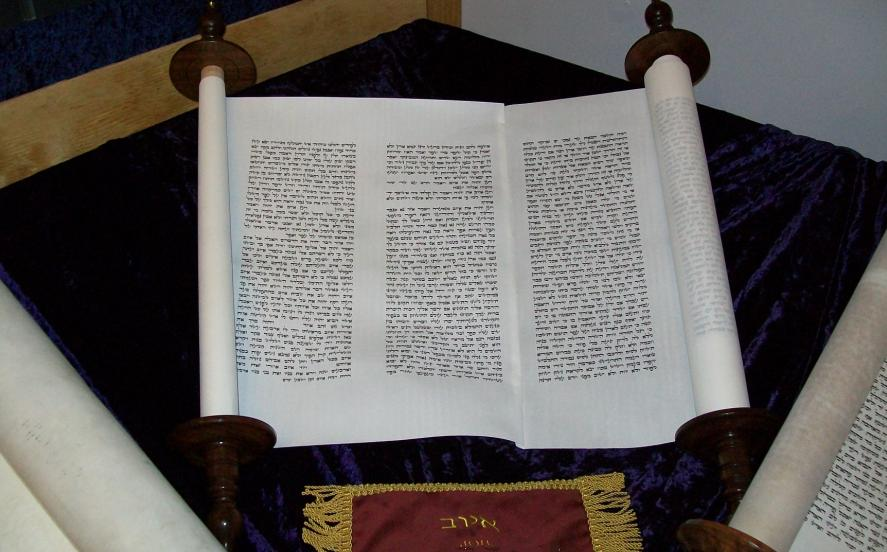
希伯来文《约伯记》卷轴

大多数拉比妥拉学者认为约伯是真实存在，是位有权势的历史人物。一些拉比学者坚持认为在《出埃及记》摩西出生时以色列儿女人丁兴旺，法老采取压迫行动之前约伯是法老的三位顾问之一。在《塔木德》中，巴蘭诱导法老屠杀希伯来新生男婴；叶忒罗表示反对，约伯心里反对，但没张嘴。由此，上帝对他予以惩罚。但是，《约伯记》中没有提及此事，上帝对先知以西结称约伯和诺亚、但以理一样正直无瑕。
少数拉比学者认为约伯并不存在。这种观点认为约伯是先知的笔下人物，用以传达圣训。另一方面，《塔木德》长篇幅证明约伯真实存在，引述众多先哲意见和论述。约伯也在《塔木德》里出现过：
- 约伯顺命[15]。
- 当约伯发达时，与他有关系的，甚至与他做买卖的都得到祝福[16]。
- 约伯因仁慈得赏赐[17]。
- 《妥拉》讨论了大卫王、约伯和以西结，但没有标注数字[18]。

## 基督教观点
基督教承认《旧约》中的约伯。此外，《新约》中也多次提及他：《雅各書》第5章第11节参中称约伯是忍耐的榜样。
在《約伯記》第19章第25节参中，约伯称：“我知道我的救贖主活着”，被一些人认为是基督徒原型，指向救赎主基督，并被一些圣诗引用，如亨德尔的清唱剧《弥赛亚》第三章开篇等。不过，犹太教学者根据《約伯記》第16章第19节至第22节参指出约伯“願人得與上帝辯白”。
约伯在密苏里路德会圣人历5月9日纪念、天主教5月10日、东正教5月6日、亚美尼亚使徒教会5月6日和10月26日以及亚历山大科普特正教会4月27日和8月29日。

## 伊斯兰教观点和《古兰经》记叙
在《古兰经》中，艾优卜被认为是伊斯兰教先知。对他的记叙和希伯来版类似，但伊斯兰教强调艾优卜对安拉的忠贞，没有记录他的痛苦和牢骚，或是他与友人的长篇大论。一些穆斯林学者称艾优卜是罗马人先祖。
穆斯林文学也探讨了艾优卜的年代和地点，在先知书优素福后提起他，认为他向自己人而不是派遣到某处传道。伊斯兰传统认为艾优卜是天堂里坚忍的领袖。
古兰经对艾优卜言简意赅。历史文学则大做文章，认为他是努哈的后人。与《希伯来圣经》相似，伊斯兰传统提到伊布力斯听到天使谈及艾优卜是安拉最为敬虔正直的仆人。艾优卜被安拉选为先知，每日祈祷谢恩。但恶魔想要将他腐蚀策反。因此，安拉准许恶魔折磨艾优卜，让他深受创伤痛苦许久，但安拉知道他不会背叛。“艾优卜， 当时他曾呼吁他的主（说）：‘痼疾确已伤害我，你是最仁慈的。’”
叙述继续道多年后，安拉命令艾优卜用脚跺地，随即大地泉涌，洗净他的创伤。艾优卜回家，子孙满堂、大富大贵。除此之外，《古兰经》也两次提到安拉给予艾优卜特别指导、智慧和启迪（4: 163），成为获得权威、经文和先知地位的人（6:84）。

## 地方传统

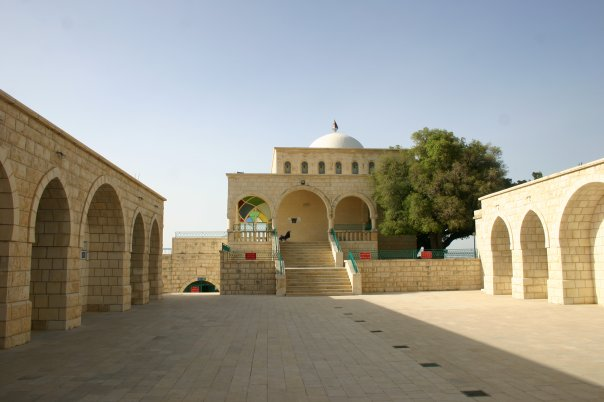
黎巴嫩德鲁兹先知约伯庙外景

至少有两个地方声称是约伯受苦之处，至少有三个地方声称是他的坟墓所在地。
在巴勒斯坦民俗文化里，约伯试炼的地方是亚实基伦镇外的Al-Jura村。上帝在那里赐予他还春泉，医治他的疾病。Al-Joura镇每年都会举行节日庆祝（为期四天），不同信仰的人一同在泉水里沐浴。
巴勒斯坦西北部Dayr Ayyub村人丁稀少，当地人认为先知艾优卜，即圣经约伯的墓地在此。
叙利亚境内Hauran地区的al-Shaykh Saad镇与圣约伯有关，可以追溯到至少公元4世纪。该撒利亚的优西比乌在他的《地名集》中提及巴珊镇的Karnein，据说是圣约伯家所在地。埃杰里亚提及在公元384年2月或3月间，一所教堂在此建立，该地被称为“约伯镇”。据她的记录，圣约伯的遗骸就在祭坛下的石棺里。据传统称，“艾优卜浴室”是个有治疗疾病的清泉，患麻风病的约伯在此洗去疾病。镇里另一圣物是“约伯之石”，据当地人称患病的约伯坐在上面呻吟。
土耳其东南哈兰地区的乌尔法城（古埃德萨）也声称约伯在山洞里经历试炼。该地有座奥斯曼风格清真寺和伊斯兰学校。该地有口井，据《古兰经》称约伯跺地出水而成。该井水据说有奇特的医治作用。据说，约伯墓位于乌法尔城外。
阿曼南部城市塞拉莱外的Jabal Qara也称有座约伯墓。此外，德鲁兹派也称在黎巴嫩El-Chouf山区有座先知约伯墓。

## 绘画
- 《约伯与妻子对话》，乔治·德·拉·图尔绘
- 《约伯会友》，杰勒德·斯格[37]绘
- 《约伯的考验》，撒旦向约伯泼瘟疫，威廉·布莱克
- 庄严的约伯，十七世纪北俄罗斯
- 约伯在还春泉，波斯版《先知的故事》
- 《约伯和友人》，古斯塔夫·多雷绘